# سلق

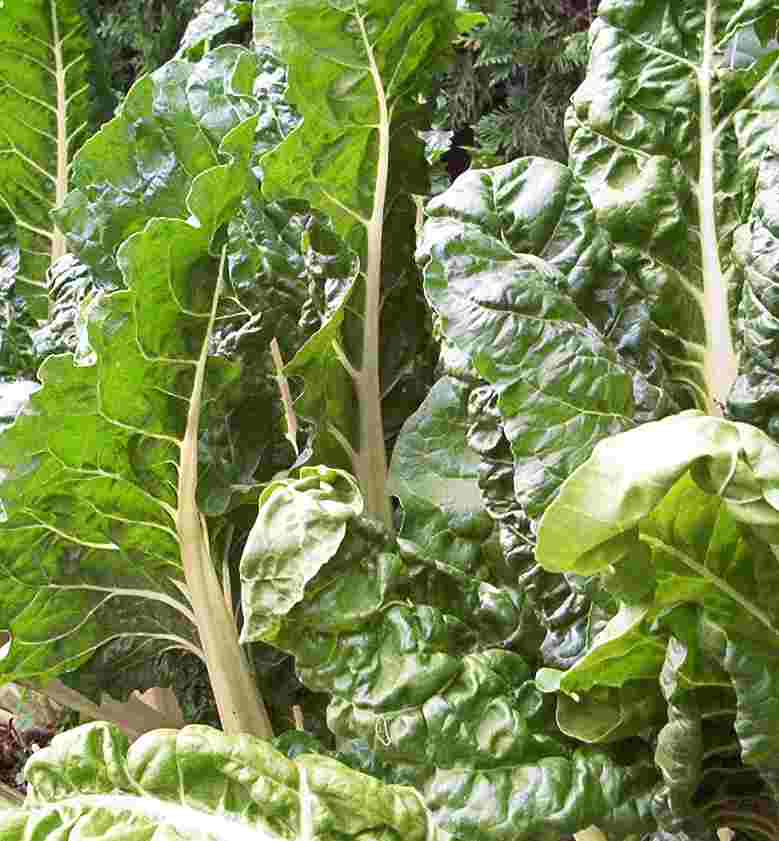
أوراق السلق.

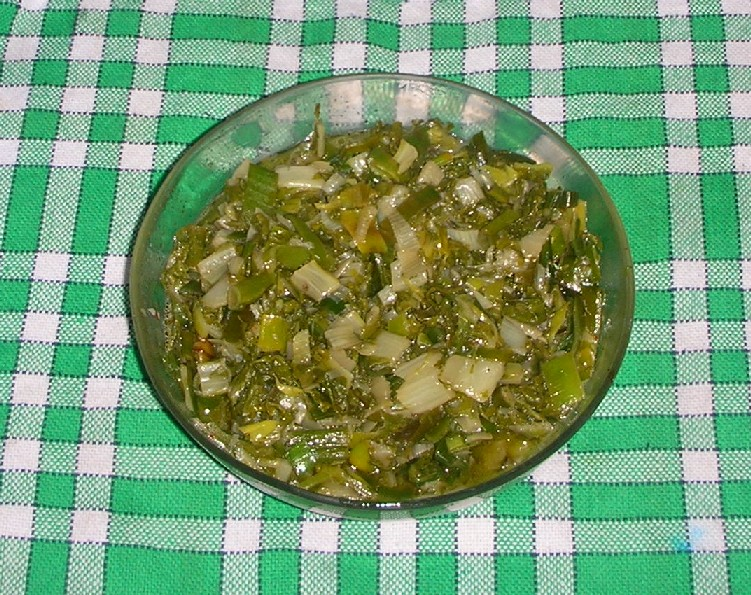
السلق مقلى مع الثوم والكراث

السِّلْق (الاسم العلمي: Beta vulgaris subsp. cicla) هو نوع من أنواع الخضروات الورقية المهجنة، تؤكل أوراقها كما تؤكل جذورها في أحيان أخرى. وهو غني بالمعادن وفيتاميني بي وسي وحمض الفوليك والحديد.
يعد هذا النوع من الخضروات من المكونات الشعبية في المطبخ المتوسطي حيث تعود أولى أصنافه إلى جزيرة صقلية. ويمكن استعمال أوراق السلق الصغيرة في السلطة إلا أنه في الأغلب يستخدم السلق في تحضير بعض الأكلات التي يتم طهيها، حيث يعد المكون الأساسي في بعض الوجبات من قبيل السماقية في غزة متلاً، و«البراك» في ليبيا، كما ويستعمل لعمل أكلة الدولمة العراقية الشهيرة وكذلك في تونس حيث تستعمل في طبخ ما يعرف بالعصبان أو الدوارة مع استعمال البقدونس وفي مصر كمكون أساسي في طبخ القلقاس والخبيزة. كما وأنه يستعمل لدى عدة ثقافات حول العالم.
يمكن القيام بحصاد السلق قبل أن تنضج أوراقه الخضراء فيما لا تزال يانعة، إلا أنه بالإمكان حصادها بعد النضوج حيث تكون أشد قليلا وأكثر تماسكا. وأوراق السلق عادة خضراء زاهية. وهذه النبتة مهددة بالأكل من قبل الطيور نظرا لمذاقها الحلو. وكما يمكن زراعتها في أي وقت من أوقات السنة مع توفير الماء والكثير من السماد.

## وصلات خارجية
- وصفة سلطة أضلاع السلق